# Sigy-le-Châtel
Sigy-le-Châtel település Franciaországban, Saône-et-Loire megyében. Lakosainak száma 105 fő (2022. január 1.). Sigy-le-Châtel Saint-Huruge, Bonnay-Saint-Ythaire, Passy, Sailly, Saint-Marcelin-de-Cray, Saint-Martin-la-Patrouille, Saint-Ythaire és Bonnay községekkel határos.

## Népesség
A település népessége az elmúlt években az alábbi módon változott:
| Lakosok száma | 85   | 95   | 102  | 103  | 104  | 106  | 106  | 106  | 105  |
|               | 2013 | 2015 | 2016 | 2017 | 2018 | 2019 | 2020 | 2021 | 2022 |